# Tomoko Fuse
Tomoko Fuse (布施 知子, Fuse Tomoko, née en 1951) est une origamiste, écrivaine et artiste japonaise ayant déjà écrit de nombreux livres sur le thème de l'origami modulaire et est considérée par beaucoup comme le maître de l'origami modulaire.
Elle a conçu de nombreuses boîtes modulaires, Kusudama, jouets en papier, masques, polyèdres modulaires et autres objets géométriques, et est l'une des origamistes les plus prolifiques dans le monde, avec de nombreuses publications en japonais, en coréen et en anglais. Elle est née à Niigata et vit maintenant avec son mari, Taro, graveur sur bois, sur une colline du village, dans la préfecture de Nagano, au Japon.
Tomoko Fuse a tout d'abord appris l'origami pendant qu'elle était à l'hôpital. Quand elle eut 19 ans, elle étudia pendant 2 ans et demi avec le maître de l'origami Toyoaki Kawai. Elle a commencé à publier des livres d'origami en 1981, et a depuis publié plus de 60 livres (plus les éditions d'outre-mer, à partir de Septembre 2005).
Tomoko Fuse révolutionna l'art de l'origami. Son talent la mena au succès en 1997, lorsqu'elle reçut un prix pour l'artiste de l'année pour son modèle classique, L'étoile modulaire (The Modular Star).

## Pour en savoir plus
- (en) Unit Origami: Multidimensional Transformation, Publié au Japon en avril 1990,  (ISBN 978-0-87040-852-6)
- (en) Floral Origami Globes, Publié au Japon en mai 2007,  (ISBN 978-4-88996-213-0)
- (en) Fabuluous Origami Boxes, Publié au Japon en juillet 1998,  (ISBN 978-0-87040-978-3)
- (en) Origami Rings & Wreaths: A Kaleidoscope of 28 Decorative Origami Creations, Publié au Japon en novembre 2007,  (ISBN 978-4-88996-223-9)
- (en) Kusudama Origami, Publié au Japon en septembre 2002,  (ISBN 978-4-88996-087-7)
- (en) Quick and Easy Origami Boxes, Publié au Japon en 1994, ISBN O-87040-939-5
- (ja) Easy Origami to Enliven Your Life (Kurashi o Irodoru Raku Raku no Origami), Editions Ishizue (Juillet 1996),  (ISBN 978-4-900747-10-4)

## Autres articles
- Liste d'origamistes de renom